# Noah Allen
Noah David Allen (Pacific Grove, California, el 1 de febrero de 1995) es un jugador de baloncesto estadounidense. Mide 1,93 metros, y juega en la posición de alero.

## Trayectoria deportiva
Realizó su periplo de formación en la Universidad de Hawái. Noah Allen destacó en la NCAA con unas estadísticas que llevaron a liderar su equipo: casi 16 puntos, 5,7 rebotes, 1,9 asistencias y un 13,4 de valoración en los 29 minutos por partido de que dispuso. Además, convirtiendo un 32,5% en triples y un 78% de los tiros libres.
Sus buenos dígitos le valieron para disputar la  NBA Summer League con los Golden State Warriors en 2017. 
Para la temporada 2017-18, se compromete con el ICL Manresa, para disputar la Liga LEB Oro e intentar volver a ascender a Liga ACB con el conjunto catalán. Al final de la temporada consiguió el ascenso a Liga Endesa, en la que promedió 8,6 puntos y 4,8 rebotes para 9 de valoración por encuentro en los 20,6 minutos que disputó por encuentro.
Después del ascenso con ICL Manresa a la Liga Endesa, Allen compitió durante dos campañas en la G-League de Estados Unidos con Capital City Go-Go, equipo afiliado de los Washington Wizards. En la capital estadounidense promedió 10 puntos por partido y 6 rebotes por encuentro. 
Durante las temporadas 2019-20 y 2020-21 Allen tendría dos experiencias en Alemania, una en las filas del S.Oliver Würzburg de la Basketball Bundesliga y otra en el Eisbären Bremerhaven de la segunda división alemana.
El 19 de enero de 2021, regresa a España para firmar por el Club Baloncesto Lucentum Alicante de la Liga LEB Oro, por lo que resta de temporada.
El 11 de julio de 2021, firma por el Palencia Baloncesto de la Liga LEB Oro.
El 31 de julio de 2025 fue anunciado como refuerzo del Oberá de la Liga Nacional de Básquet de Argentina.